# Lygromma dybasi
Lygromma dybasi är en spindelart som beskrevs av Norman I. Platnick och Mohammad U. Shadab 1976. Lygromma dybasi ingår i släktet Lygromma och familjen Prodidomidae. Inga underarter finns listade i Catalogue of Life.